# Antonio Elio
Antonio Elio ou Antonio Helius (1506–1576) foi um prelado católico romano que serviu como Bispo de Capodistria (1572–1576), Patriarca Titular de Jerusalém (1558–1576), e Bispo de Pula (1548–1566).

## Biografia
Antonio Elio provavelmente nasceu durante a primeira década do século XVI, de Menghino, nobre da Capodistria. Suas conexões familiares e o nível de educação que recebeu foram suficientes para recomendá-lo ao mais velho dos irmãos Vergerio de Capodistria, Aurelio, secretário a secretis do Papa Clemente VII, que o aceitou em seu serviço quando Elio ele chegou em Roma. A data de sua chegada, embora incerta, é obviamente anterior à morte de Aurelio Vergerio, ocorrida em 1532. Após a morte de Aurélio, Elio entrou para a "família" do Cardeal Alessandro Farnese; a elevação do cardeal Farnese ao papado, garantiu seu futuro imediato. Ele dedicou os anos seguintes a consolidar sua posição como cliente favorito e parente do Papa Paulo III e do jovem Cardeal Alessandro Farnese, obtendo benefícios econômicos disso.
Após a morte de Giovanfrancesco Burla, ocorrida em 1535, Elio atuou como agente em Roma para Pietro Paolo Vergerio e desempenhou um papel importante na obtenção para seu compatriota da cátedra episcopal de Capodistria enquanto este estava na Alemanha. Mas as relações entre os dois logo se deterioraram, devido a uma pensão de 50 ducados, atribuída a Elio na época da nomeação de Vergerio, mas que este último não quis pagar, devido ao mau estado das finanças da diocese da Ístria. Em maio de 1538, Vergerio tentou abrir um processo civil contra o pai de Elio perante os tribunais venezianos. Em abril de 1539, graças aos Farnese, Elio conseguiu a paróquia de Piran, na diocese de Capodistria, apesar da oposição do Cardeal Girolamo Aleandro, que era contra a nomeação de um beneficiário não residente.
Vergerio e Elio continuaram em conflito e até 1546 ele continuou a trabalhar para que o bispo fosse removido e julgado. Elio continuou residindo em Roma a serviço da família Farnese, sendo reconhecido pela sua habilidade como decifrador. Durante a legação Farnese de 1539, ele se juntou ao seu protetor na corte da França, logo após o Natal. Em 1542, fez o pedido de obtenção da cidadania romana, posteriormente aceito; durante todo o papado de Paulo III, Elio continuou a agir como um embaixador respeitado e confiável; dependendo da natureza da missão, a posição oficial era a de "secretarius pontificis" ou "secretarius R.mi card. Farnesii". 
Antonio Elio foi nomeado bispo de Pola, em recompensa por seus serviços, em agosto de 1548; apesar disso, ele não foi residir naquele lugar distante. Por ocasião do funeral do pontífice, ele recebeu o pedaço de pano preto devido aos membros da família papal; com a morte de Paulo III, houve paralisação temporária em sua carreira, logo superada pela generosidade do papa Júlio III, que o admitiu na família papal.
Elio deixou Roma no final de 1550 e viveu em Parma pelos anos seguintes, onde vivenciou em primeira mão as intrigas políticas da família Farnese. A morte de Júlio III e a eleição do Papa Marcelo II, protetor e amigo de Elio, representou mais oportunidades para sua carreira. O novo papa nomeou Elio como "primeiro secretário". Apesar do breve papado, com a eleição de Gian Pietro Carafa, ele foi reconfirmado como membro da família papal. Manteve estreita relação com cardeal Carlo Carafa, sobrinho de Paulo IV. Em reconhecimento a intensa atividade política, em 20 de julho de 1558 foi nomeado Patriarca de Jerusalém; em 4 de dezembro do mesmo ano, ele celebrou a missa na Basílica de São Pedro.
Não parece que Elio esteve intimamente envolvido no infortúnio de Carafa, mas em junho de 1559, ele deixou Roma para visitar seu bispado de Pola. O papel político e diplomático do patriarca terminou com a eleição de Pio IV e o julgamento e execução do Cardeal Carafa e seu irmão. Ele permaneceu, no entanto, um membro da família papal. A partir disso, ele começou a se interessar por assuntos eclesiásticos. Ele fazia parte da chamada congregação "reformista" e foi um dos quatro delegados escolhidos para apresentar as "petitiones episcoporum" em fevereiro de 1560. Chegando em outubro de 1561, permaneceu em Trento até dezembro de 1563. Na qualidade de Patriarca de Jerusalém, celebrou a missa em 26 de fevereiro de 1562. Esteve presente em todos os debates mais importantes da sessão. Após a conclusão do concílio, o patriarca retornou a Roma.
Foi confirmado em 3 de outubro de 1568 vigário da basílica de São Pedro; nessa qualidade, em 4 de dezembro de 1571, recebeu o vencedor de Lepanto, Marco Antônio II Colonna, na basílica. Elio atingiu o auge de sua carreira pessoal em 30 de julho do ano seguinte, data de sua nomeação como bispo de sua cidade natal, Capodistria; até sua morte ele manteve o título de Patriarca de Jerusalém.
Em 1572, deixou Roma e se estabeleceu na Capodistria. Sabemos pouco sobre os últimos anos de sua vida, passados em sua cidade natal. O Patriarca Antonio Elio morreu em 1576 e foi enterrado na catedral de Capodistria.

## Sucessão episcopal
Enquanto bispo, foi o consagrador principal de:
- Giuseppe Pamphilj, Bispo de Segni (1570);

e co-consagrador principal de:
- Giovanni D'Amato (1565);
- Cristoforo Scotti (1569);
- Girolamo di Corregio (1570);
- Claude de La Baume (1570);
- Nicolò Ormanetto (1570);
- Wolfgang Holl (1570);
- Alfonso Binarini (1572);
- Alessandro Riario (1572);
- Leonardo Truchi (1572); e
- Ferdinando Farnese (1572).